# Uncharted (film)
Uncharted je americký akčně dobrodružný film z roku 2022 režírovaný Rubenem Fleischerem, založený na videoherní franšíze Uncharted společnosti Naughty Dog. Scénáře se ujali Rafe Lee Judkins, Art Marcum a Matt Holloway. V hlavních rolích se představil Tom Holland, Mark Wahlberg, Sophia Ali, Tati Gabrielle a Antonio Banderas.
Vydání bylo naplánováno na 17. prosince 2020, ale bylo několikrát odloženo kvůli pandemii covidu-19. Film měl premiéru v Coliseu v Barceloně 7. února 2022 a v Česku byl uveden do kin 10. února. Celosvětově vydělal film přes 393 milionů dolarů.

## Obsazení
- Tom Holland jako Nathan Drake
  - Tiernan Jones jako mladý Nate
- Mark Wahlberg jako Victor Sullivan
- Antonio Banderas jako Santiago Moncada
- Sophia Ali jako Chloe Frazer
- Tati Gabrielle jako Braddock
- Rudy Pankow jako Samuel „Sam“ Drake

Dále také Manuel de Blas jako Armando Moncada, otec Santiaga, Steven Waddington, Alana Boden, Pingi Moli, Pilou Asbæk a El Rubius. Zároveň se ve filmu objevil také Nolan North, který ztvárnil Nathana Drakea ve videohrách.

## Produkce

### Natáčení
Natáčení začalo 16. března 2020 v Babelsberg Studios poblíž Berlína v Německu. Natáčení však bylo ukončeno později ten den kvůli pandemii covidu-19. Produkce byla oficiálně obnovena 20. července 2020. 16. září 2020 se natáčení přesunulo do centra Berlína. Na začátku října 2020 se zahájilo natáčení ve španělském Alicante a Valencii, včetně pobřežního města Xàbia.
23. října 2020 Holland dokončil natáčení svých scén, a celkově natáčení skončilo 29. října v Barceloně.

### Vydání
Uncharted měl světovou premiéru v Barceloně 7. února 2022. Film byl následně uveden v kinech – v Česku 10. února a ve Spojených státech 18. února. Film měl být původně uveden do kin 10. června 2016, ale byl odložen na 30. června 2017. Film byl později znovu odložen na 17. prosince 2020 a poté na 5. března 2021. Kvůli pandemii covidu-19 byl film opět odložen na 8. října 2021. Film byl poté přesunut na 16. července 2021, opět na 11. února 2022 a nakonec na následující týden, tedy 18. února.
V dubnu 2021 Sony podepsalo smlouvy se společnostmi Netflix a The Walt Disney Company na práva na streamování jejich filmových titulů na roky 2022 až 2026, včetně Uncharted. Film vyšel digitálně 26. dubna 2022.